# NHL Entry Draft 2020
Der NHL Entry Draft 2020 fand am 6. und 7. Oktober 2020 statt. Ursprünglich war diese 58. Auflage des NHL Entry Draft für den 26. und 27. Juni 2020 im Centre Bell in Montréal geplant, wurde jedoch ebenso wie die Playoffs der Saison 2019/20 aufgrund der COVID-19-Pandemie verschoben. Aufgrund des Abbruchs der regulären Saison wurden zudem die Modalitäten der Draft-Lotterie deutlich verändert. Abgehalten wurde er nun per Videokonferenz in den Studios des NHL Network in Secaucus, New Jersey.
An erster Gesamtposition wählten die New York Rangers erwartungsgemäß den kanadischen Flügelstürmer Alexis Lafrenière, gefolgt vom kanadischen Center Quinton Byfield für die Los Angeles Kings sowie dem deutschen Angreifer Tim Stützle für die Ottawa Senators.

## Verfügbare Spieler
Alle Spieler, die zwischen dem 1. Januar 2000 und dem 15. September 2002 geboren wurden, waren für den Draft verfügbar. Zusätzlich waren alle ungedrafteten, nicht-nordamerikanischen Spieler über 20 für den Draft zugelassen. Ebenso waren diejenigen Spieler verfügbar, die beim NHL Entry Draft 2018 gewählt wurden und bis zum Zeitpunkt des Entry Draft 2020 keinen Einstiegsvertrag bei ihrem ursprünglichen Draftverein unterschrieben hatten.

## Draft-Reihenfolge

### Lotterie
Legende: Erstes Wahlrecht  Zweites Wahlrecht  Drittes Wahlrecht
| Nr. | Team              | Chance |
| 1.  | Detroit Red Wings | 18,5 % |
| 2.  | Ottawa Senators   | 13,5 % |
| 3.  | Ottawa Senators * | 11,5 % |
| 4.  | Los Angeles Kings | 9,5 %  |
| 5.  | Anaheim Ducks     | 8,5 %  |
| 6.  | New Jersey Devils | 7,5 %  |
| 7.  | Buffalo Sabres    | 6,5 %  |
| 8.  | Platzhalter A     | 6,0 %  |

| Nr. | Team          | Chance |
| 9.  | Platzhalter B | 5,0 %  |
| 10. | Platzhalter C | 3,5 %  |
| 11. | Platzhalter D | 3,0 %  |
| 12. | Platzhalter E | 2,5 %  |
| 13. | Platzhalter F | 2,0 %  |
| 14. | Platzhalter G | 1,5 %  |
| 15. | Platzhalter H | 1,0 %  |

| Team                | Chance |
| Edmonton Oilers     | 12,5 % |
| Florida Panthers    | 12,5 % |
| Minnesota Wild      | 12,5 % |
| Nashville Predators | 12,5 % |

| Team                | Chance |
| New York Rangers    | 12,5 % |
| Pittsburgh Penguins | 12,5 % |
| Toronto Maple Leafs | 12,5 % |
| Winnipeg Jets       | 12,5 % |

Das vorzeitige Ende der Saison 2019/20 sowie das deutlich überarbeitete Playoff-Format mit 24 teilnehmenden Mannschaften sorgten auch für Veränderungen der Draft-Lotterie. Grundsätzlich wurden, wie 2016 eingeführt, die ersten drei Wahlrechte verlost. An der Lotterie nahmen die sieben Teams teil, die die Playoffs verpasst hatten, sowie die acht Mannschaften, die in der neu eingeführten Qualifizierungsrunde der Stanley-Cup-Playoffs 2020 ausschieden. Da der Zeitplan der Playoffs zum Zeitpunkt der Lotterie noch nicht feststand, wurde diese in zwei Schritten ausgetragen. Die erste Lotterie, die am 26. Juni 2020 stattfand, ähnelte denen der Vorjahre, wobei jedoch Platzhalter für die acht noch zu bestimmenden Playoff-Verlierer eingesetzt wurden. In dieser ging das erste Wahlrecht an Platzhalter E, während die Los Angeles Kings das zweite und die Ottawa Senators (mit einem Wahlrecht der San Jose Sharks) das dritte Wahlrecht erhielten. Die Chancen der ersten Ziehung glichen denen des Vorjahres, entsprachen absteigend der umgedrehten Abschlusstabelle der Spielzeit 2019/20 und sind in der Tabelle dargestellt. Nach der Qualifizierungsrunde der Playoffs fand am 10. August 2020 die zweite Ziehung statt, in der die acht ausgeschiedenen Teams jeweils die gleiche Gewinnchance (12,5 %) erhielten. In dieser wurde den New York Rangers das erste Wahlrecht zugelost. Wäre keines der drei Wahlrechte an einen Platzhalter gegangen, hätte diese zweite Ziehung nicht stattgefunden.
Die Draftreihenfolge der 16 „klassischen“ Playoff-Teilnehmer stand nach dem Stanley-Cup-Finale fest. Der Stanley-Cup-Sieger wurde auf Position 31, der Finalgegner auf Position 30 gesetzt. Auf den Positionen 28 und 29 wurden die in den Conference-Finals ausgeschiedenen Teams einsortiert. Die restlichen Playoff-Mannschaften wurden anhand ihres Tabellenstandes in der regulären Saison gesetzt. Dabei galt, dass die Mannschaft mit der schlechteren Punktquote (aufgrund unterschiedlicher Anzahl absolvierter Partien) auf Position 16 steht. Die Draft-Reihenfolge galt für alle Runden des Entry Draft, die Lotterie veränderte demnach nur die Reihenfolge der ersten Wahlrunde. Zudem konnten die Mannschaften über Transfers Wahlrechte anderer Teams erwerben sowie eigene an andere Mannschaften abgeben.

### Transfer von Erstrunden-Wahlrechten
| Datum              | Von                     | Zu                           | Anmerkung |
| ------------------ | ----------------------- | ---------------------------- | --- |
| 13. September 2018 | * San Jose Sharks       | Ottawa Senators              | Die San Jose Sharks erhielten Erik Karlsson sowie Francis Perron und sandten im Gegenzug Chris Tierney, Dylan DeMelo, Rūdolfs Balcers, Josh Norris, ein konditionales Erstrunden-Wahlrecht für diesen Draft sowie ein Zweitrunden-Wahlrecht für den NHL Entry Draft 2019 nach Ottawa. Aus dem Wahlrecht für die erste Runde sollte eines für den Draft 2019 werden, sofern die Sharks in der Spielzeit 2018/19 die Playoffs verpassen; dies erfüllte sich nicht.         |
| 22. Juni 2019      | Toronto Maple Leafs     | Carolina Hurricanes          | Die Toronto Maple Leafs erhielten ein Sechstrunden-Wahlrecht für diesen Draft und sandten im Gegenzug Patrick Marleau, ein konditionales Erstrunden-Wahlrecht sowie ein weiteres Siebtrunden-Wahlrecht für diesen Draft nach Carolina. Falls das Erstrunden-Wahlrecht sich unter den ersten zehn Positionen befunden hätte, hätte es sich automatisch um ein Jahr nach hinten verschoben; dies geschah jedoch nicht.                                                     |
| 22. Juni 2019      | Vancouver Canucks       | Tampa Bay Lightning          | Die Vancouver Canucks erhielten J. T. Miller und sandten im Gegenzug Marek Mazanec, ein konditionales Erstrunden-Wahlrecht für diesen Draft sowie ein Drittrunden-Wahlrecht für den NHL Entry Draft 2019 nach Tampa Bay. Falls sich Vancouver nicht für die Playoffs 2020 qualifiziert hätte, hätte es sich automatisch um ein Jahr nach hinten verschoben; dies geschah jedoch nicht.                                                                                   |
| 16. Dezember 2019  | Arizona Coyotes         | New Jersey Devils            | Die Arizona Coyotes erhielten Taylor Hall sowie Blake Speers und sandten im Gegenzug Nick Merkley, Nate Schnarr und Kevin Bahl, ein konditionales Erstrunden-Wahlrecht für diesen Draft sowie ein ebenso konditionales Drittrunden-Wahlrecht für den NHL Entry Draft 2021 nach New Jersey. Falls das Erstrunden-Wahlrecht sich unter den ersten drei Positionen befunden hätte, hätte es sich automatisch um ein Jahr nach hinten verschoben; dies geschah jedoch nicht. |
| 16. Februar 2020   | Tampa Bay Lightning     | New Jersey Devils            | Die Tampa Bay Lightning erhielten Blake Coleman und sandten im Gegenzug Nolan Foote sowie das konditionale Erstrunden-Wahlrecht der Vancouver Canucks, das Tampa Bay am 22. Juni 2019 erhalten hatte, nach New Jersey. |
| 21. Februar 2020   | Boston Bruins           | Anaheim Ducks                | Die Boston Bruins erhielten Ondřej Kaše sandten im Gegenzug David Backes, Axel Andersson sowie das Erstrunden-Wahlrecht nach Anaheim. |
| 24. Februar 2020   | Tampa Bay Lightning     | San Jose Sharks              | Die Tampa Bay Lightning erhielten Barclay Goodrow sowie ein Drittrunden-Wahlrecht für diesen Draft und sandten im Gegenzug Anthony Greco sowie das Erstrunden-Wahlrecht nach San Jose. |
| 24. Februar 2020   | Carolina Hurricanes     | New York Rangers             | Die Carolina Hurricanes erhielten Brady Skjei und sandten im Gegenzug ein konditionales Erstrunden-Wahlrecht für diesen Draft nach New York. Dabei sollten die Rangers das späteste Wahlrecht erhalten, was im Endeffekt Carolinas eigenes gegenüber dem der Toronto Maple Leafs war. |
| 24. Februar 2020   | New York Islanders      | Ottawa Senators              | Die New York Islanders erhielten Jean-Gabriel Pageau und sandten im Gegenzug ein konditionales Erstrunden-Wahlrecht sowie ein Zweitrunden-Wahlrecht für diesen Draft sowie ein ebenso konditionales Drittrunden-Wahlrecht für den NHL Entry Draft 2022 nach Ottawa. Falls das Erstrunden-Wahlrecht sich unter den ersten drei Positionen befunden hätte, hätte es sich automatisch um ein Jahr nach hinten verschoben; dies geschah jedoch nicht.                        |
| 25. August 2020    | Pittsburgh Penguins     | Toronto Maple Leafs          | Die Pittsburgh Penguins erhielten Kasperi Kapanen, Jesper Lindgren sowie die NHL-Rechte an Pontus Åberg und sandten im Gegenzug Evan Rodrigues, David Warsofsky, Filip Hållander sowie das Erstrunden-Wahlrecht nach Toronto. |
| 6. Oktober         | Calgary Flames (Tausch) | New York Rangers (Tausch)    | Die Calgary Flames gaben ihr Erstrunden-Wahlrecht für die 19. Position an die New York Rangers ab und erhielten dafür deren Erstrunden-Wahlrecht für die 22. Position sowie ein Drittrunden-Wahlrecht (72. Position). |
| 6. Oktober         | Calgary Flames (Tausch) | Washington Capitals (Tausch) | Die Calgary Flames gaben ihr Erstrunden-Wahlrecht für die 22. Position an die Washington Capitals ab und erhielten dafür deren Erstrunden-Wahlrecht für die 24. Position sowie ein Drittrunden-Wahlrecht (80. Position). |

## Rankings
Die Final Rankings des Central Scouting Service (CSS) vom 8. April 2020 und die Rankings der International Scouting Services (ISS) vom 4. März 2020 mit den vielversprechendsten Talenten für den NHL Entry Draft 2020:
| Rang | Feldspieler Nordamerika | Pos. | Feldspieler Europa | Pos. |
| ---- | ----------------------- | ---- | ------------------ | ---- |
| 1    | Alexis Lafrenière       | LW   | Tim Stützle        | LW   |
| 2    | Quinton Byfield         | C    | Alexander Holtz    | RW   |
| 3    | Jamie Drysdale          | D    | Anton Lundell      | C    |
| 4    | Jake Sanderson          | D    | Lucas Raymond      | RW   |
| 5    | Cole Perfetti           | C    | Rodion Amirow      | LW   |
| 6    | Marco Rossi             | C    | Helge Grans        | D    |
| 7    | Jack Quinn              | RW   | John-Jason Peterka | LW   |
| 8    | Kaiden Guhle            | D    | Topi Niemelä       | D    |
| 9    | Braden Schneider        | D    | Noel Gunler        | RW   |
| 10   | Dawson Mercer           | RW   | Roni Hirvonen      | C    |

| Rang | Torhüter Nordamerika | Torhüter Europa  |
| ---- | -------------------- | ---------------- |
| 1    | Nico Daws            | Jaroslaw Askarow |
| 2    | Drew Commesso        | Jan Bednář       |
| 3    | Samuel Hlavaj        | Joel Blomqvist   |

| Rang | Spieler           | Pos. |
| ---- | ----------------- | ---- |
| 1    | Alexis Lafrenière | LW   |
| 2    | Tim Stützle       | LW   |
| 3    | Jamie Drysdale    | D    |
| 4    | Quinton Byfield   | C    |
| 5    | Lucas Raymond     | RW   |
| 6    | Cole Perfetti     | C    |
| 7    | Marco Rossi       | C    |
| 8    | Anton Lundell     | C    |
| 9    | Alexander Holtz   | RW   |
| 10   | Jack Quinn        | RW   |

## Draftergebnis
| Inhaltsverzeichnis Runde 1 \| Runde 2 \| Runde 3 \| Runde 4 \| Runde 5 \| Runde 6 \| Runde 7 |

### Runde 1
| #   | Spieler               | Nationalität       | Position | NHL-Team                                                                              | College-/Junioren-/Profi-Team                       |
| --- | --------------------- | ------------------ | -------- | ------------------------------------------------------------------------------------- | --------------------------------------------------- |
| 1.  | Alexis Lafrenière     | Kanada             | LW       | New York Rangers                                                                      | Océanic de Rimouski (LHJMQ)                         |
| 2.  | Quinton Byfield       | Kanada             | C        | Los Angeles Kings                                                                     | Sudbury Wolves (OHL)                                |
| 3.  | Tim Stützle           | Deutschland        | LW       | Ottawa Senators (von San Jose Sharks)                                                 | Adler Mannheim (DEL)                                |
| 4.  | Lucas Raymond         | Schweden           | RW       | Detroit Red Wings                                                                     | Frölunda HC (SHL)                                   |
| 5.  | Jake Sanderson        | Vereinigte Staaten | D        | Ottawa Senators                                                                       | USA Hockey National Team Development Program (USHL) |
| 6.  | Jamie Drysdale        | Kanada             | D        | Anaheim Ducks                                                                         | Erie Otters (OHL)                                   |
| 7.  | Alexander Holtz       | Schweden           | RW       | New Jersey Devils                                                                     | Djurgårdens IF (SHL)                                |
| 8.  | Jack Quinn            | Kanada             | RW       | Buffalo Sabres                                                                        | Ottawa 67’s (OHL)                                   |
| 9.  | Marco Rossi           | Osterreich         | C        | Minnesota Wild                                                                        | Ottawa 67’s (OHL)                                   |
| 10. | Cole Perfetti         | Kanada             | C        | Winnipeg Jets                                                                         | Saginaw Spirit (OHL)                                |
| 11. | Jaroslaw Askarow      | Russland           | G        | Nashville Predators                                                                   | SKA Sankt Petersburg (KHL)                          |
| 12. | Anton Lundell         | Finnland           | C        | Florida Panthers                                                                      | HIFK Helsinki (Liiga)                               |
| 13. | Seth Jarvis           | Kanada             | C        | Carolina Hurricanes (von Toronto Maple Leafs)                                         | Portland Winterhawks (WHL)                          |
| 14. | Dylan Holloway        | Kanada             | C        | Edmonton Oilers                                                                       | University of Wisconsin–Madison (NCAA)              |
| 15. | Rodion Amirow         | Russland           | LW       | Toronto Maple Leafs (von Pittsburgh Penguins)                                         | Salawat Julajew Ufa (KHL)                           |
| 16. | Kaiden Guhle          | Kanada             | D        | Canadiens de Montréal                                                                 | Prince Albert Raiders (WHL)                         |
| 17. | Lukas Reichel         | Deutschland        | LW       | Chicago Blackhawks                                                                    | Eisbären Berlin (DEL)                               |
| 18. | Dawson Mercer         | Kanada             | C        | New Jersey Devils (von Arizona Coyotes)                                               | Saguenéens de Chicoutimi (LHJMQ)                    |
| 19. | Braden Schneider      | Kanada             | D        | New York Rangers (von Calgary Flames)                                                 | Brandon Wheat Kings (WHL)                           |
| 20. | Schakir Muchamadullin | Russland           | D        | New Jersey Devils (von Vancouver Canucks via Tampa Bay Lightning)                     | Salawat Julajew Ufa (KHL)                           |
| 21. | Jegor Tschinachow     | Russland           | RW       | Columbus Blue Jackets                                                                 | Omskije Jastreby (MHL)                              |
| 22. | Hendrix Lapierre      | Kanada             | C        | Washington Capitals (von Carolina Hurricanes via New York Rangers und Calgary Flames) | Saguenéens de Chicoutimi (LHJMQ)                    |
| 23. | Tyson Foerster        | Kanada             | RW       | Philadelphia Flyers                                                                   | Barrie Colts (OHL)                                  |
| 24. | Connor Zary           | Kanada             | C        | Calgary Flames (von Washington Capitals)                                              | Kamloops Blazers (WHL)                              |
| 25. | Justin Barron         | Kanada             | D        | Colorado Avalanche                                                                    | Halifax Mooseheads (LHJMQ)                          |
| 26. | Jake Neighbours       | Kanada             | LW       | St. Louis Blues                                                                       | Edmonton Oil Kings (WHL)                            |
| 27. | Jacob Perreault       | Kanada             | RW       | Anaheim Ducks (von Boston Bruins)                                                     | Sarnia Sting (OHL)                                  |
| 28. | Ridly Greig           | Kanada             | C        | Ottawa Senators (von New York Islanders)                                              | Brandon Wheat Kings (WHL)                           |
| 29. | Brendan Brisson       | Vereinigte Staaten | C        | Vegas Golden Knights                                                                  | Chicago Steel (USHL)                                |
| 30. | Mavrik Bourque        | Kanada             | C        | Dallas Stars                                                                          | Cataractes de Shawinigan (LHJMQ)                    |
| 31. | Ozzy Wiesblatt        | Kanada             | RW       | San Jose Sharks (von Tampa Bay Lightning)                                             | Prince Albert Raiders (WHL)                         |

### Runde 2
| #   | Spieler                                  | Nationalität                             | Position                                 | NHL-Team                                                              | College-/Junioren-/Profi-Team                       |
| --- | ---------------------------------------- | ---------------------------------------- | ---------------------------------------- | --------------------------------------------------------------------- | --------------------------------------------------- |
| 32. | William Wallinder                        | Schweden                                 | D                                        | Detroit Red Wings                                                     | MODO Hockey (Allsvenskan)                           |
| 33. | Roby Järventie                           | Finnland                                 | LW                                       | Ottawa Senators                                                       | Ilves Tampere (Liiga)                               |
| 34. | John-Jason Peterka                       | Deutschland                              | LW                                       | Buffalo Sabres (von San Jose Sharks)                                  | EHC Red Bull München (DEL)                          |
| 35. | Helge Grans                              | Schweden                                 | D                                        | Los Angeles Kings                                                     | Malmö Redhawks (SHL)                                |
| 36. | Sam Colangelo                            | Vereinigte Staaten                       | RW                                       | Anaheim Ducks                                                         | Chicago Steel (USHL)                                |
| 37. | Marat Chusnutdinow                       | Russland                                 | C                                        | Minnesota Wild (von New Jersey Devils via Nashville Predators)        | SKA-1946 Sankt Petersburg (MHL)                     |
| 38. | Thomas Bordeleau                         | Vereinigte Staaten                       | C                                        | San Jose Sharks (von Buffalo Sabres)                                  | USA Hockey National Team Development Program (USHL) |
| 39. | Ryan O’Rourke                            | Kanada                                   | D                                        | Minnesota Wild                                                        | Sault Ste. Marie Greyhounds (OHL)                   |
| 40. | Daniel Torgersson                        | Schweden                                 | LW                                       | Winnipeg Jets                                                         | Frölunda HC (SHL)                                   |
| 41. | Noel Gunler                              | Schweden                                 | RW                                       | Carolina Hurricanes (von New York Rangers)                            | Luleå HF (SHL)                                      |
| 42. | Luke Evangelista                         | Kanada                                   | RW                                       | Nashville Predators                                                   | London Knights (OHL)                                |
| 43. | Emil Heineman                            | Schweden                                 | LW                                       | Florida Panthers                                                      | Leksands IF (SHL)                                   |
| 44. | Tyler Kleven                             | Vereinigte Staaten                       | D                                        | Ottawa Senators (von Toronto Maple Leafs)                             | USA Hockey National Team Development Program (USHL) |
| 45. | Brock Faber                              | Vereinigte Staaten                       | D                                        | Los Angeles Kings (von Edmonton Oilers via Detroit Red Wings)         | USA Hockey National Team Development Program (USHL) |
| 46. | Drew Commesso                            | Vereinigte Staaten                       | G                                        | Chicago Blackhawks (von Pittsburgh Penguins via Vegas Golden Knights) | USA Hockey National Team Development Program (USHL) |
| 47. | Luke Tuch                                | Vereinigte Staaten                       | LW                                       | Canadiens de Montréal                                                 | USA Hockey National Team Development Program (USHL) |
| 48. | Jan Myšák                                | Tschechien                               | C                                        | Canadiens de Montréal (von Chicago Blackhawks)                        | Hamilton Bulldogs (OHL)                             |
| 49. | entzogener Pick der Arizona Coyotes Anm. | entzogener Pick der Arizona Coyotes Anm. | entzogener Pick der Arizona Coyotes Anm. | entzogener Pick der Arizona Coyotes Anm.                              | entzogener Pick der Arizona Coyotes Anm.            |
| 50. | Jan Kusnezow                             | Russland                                 | D                                        | Calgary Flames                                                        | University of Connecticut (NCAA)                    |
| 51. | Theodor Niederbach                       | Schweden                                 | C                                        | Detroit Red Wings (von Vancouver Canucks via Los Angeles Kings)       | Frölunda HC U20 (J20 SuperElit)                     |
| 52. | Joel Blomqvist                           | Finnland                                 | G                                        | Pittsburgh Penguins (von Columbus Blue Jackets via Ottawa Senators)   | Kärpät Oulu (Liiga)                                 |
| 53. | Wassili Ponomarew                        | Russland                                 | C                                        | Carolina Hurricanes                                                   | Cataractes de Shawinigan (LHJMQ)                    |
| 54. | Emil Andrae                              | Schweden                                 | D                                        | Philadelphia Flyers                                                   | HV71 (SHL)                                          |
| 55. | Cross Hanas                              | Vereinigte Staaten                       | LW                                       | Detroit Red Wings (von Washington Capitals)                           | Portland Winterhawks (WHL)                          |
| 56. | Tristen Robins                           | Kanada                                   | RW                                       | San Jose Sharks (von Colorado Avalanche via Washington Capitals)      | Saskatoon Blades (WHL)                              |
| 57. | Jack Finley                              | Kanada                                   | C                                        | Tampa Bay Lightning                                                   | Spokane Chiefs (WHL)                                |
| 58. | Mason Lohrei                             | Vereinigte Staaten                       | D                                        | Boston Bruins                                                         | Green Bay Gamblers (USHL)                           |
| 59. | Roni Hirvonen                            | Finnland                                 | C                                        | Toronto Maple Leafs (von New York Islanders via Ottawa Senators)      | Ässät Pori (Liiga)                                  |
| 60. | William Cuylle                           | Kanada                                   | LW                                       | New York Rangers (von Vegas Golden Knights via Los Angeles Kings)     | Windsor Spitfires (OHL)                             |
| 61. | Jegor Sokolow                            | Russland                                 | LW                                       | Ottawa Senators (von Dallas Stars via Vegas Golden Knights)           | Cape Breton Eagles (LHJMQ)                          |
| 62. | Gage Goncalves                           | Kanada                                   | C                                        | Tampa Bay Lightning                                                   | Everett Silvertips (WHL)                            |

### Runde 3
| #   | Spieler               | Nationalität       | Position | NHL-Team                                                                                  | College-/Junioren-/Profi-Team                       |
| --- | --------------------- | ------------------ | -------- | ----------------------------------------------------------------------------------------- | --------------------------------------------------- |
| 63. | Donovan Sebrango      | Kanada             | D        | Detroit Red Wings                                                                         | Kitchener Rangers (OHL)                             |
| 64. | Topi Niemelä          | Finnland           | D        | Toronto Maple Leafs (von Ottawa Senators)                                                 | Kärpät Oulu (Liiga)                                 |
| 65. | Daemon Hunt           | Kanada             | D        | Minnesota Wild (von San Jose Sharks via Detroit Red Wings)                                | Moose Jaw Warriors (WHL)                            |
| 66. | Kasper Simontaival    | Finnland           | RW       | Los Angeles Kings                                                                         | Tappara Tampere (Liiga)                             |
| 67. | Ian Moore             | Vereinigte Staaten | D        | Anaheim Ducks                                                                             | St. Mark’s School (US High School)                  |
| 68. | Lukas Cormier         | Kanada             | D        | Vegas Golden Knights (von New Jersey Devils)                                              | Charlottetown Islanders (LHJMQ)                     |
| 69. | Alexander Nikischin   | Russland           | D        | Carolina Hurricanes (von Buffalo Sabres)                                                  | Spartak Moskau (KHL)                                |
| 70. | Eemil Viro            | Finnland           | D        | Detroit Red Wings (von Minnesota Wild via Nashville Predators und Minnesota Wild)         | TPS Turku (Liiga)                                   |
| 71. | Leevi Meriläinen      | Finnland           | G        | Ottawa Senators (von Winnipeg Jets)                                                       | Kärpät Oulu U20 (Nuorten SM-liiga)                  |
| 72. | Jérémie Poirier       | Kanada             | D        | Calgary Flames (von New York Rangers)                                                     | Saint John Sea Dogs (LHJMQ)                         |
| 73. | Luke Prokop           | Kanada             | D        | Nashville Predators                                                                       | Calgary Hitmen (WHL)                                |
| 74. | Ty Smilanic           | Vereinigte Staaten | C        | Florida Panthers                                                                          | USA Hockey National Team Development Program (USHL) |
| 75. | Jean-Luc Foudy        | Kanada             | C        | Colorado Avalanche (von Toronto Maple Leafs)                                              | Windsor Spitfires (OHL)                             |
| 76. | Danil Guschtschin     | Russland           | LW       | San Jose Sharks (von Edmonton Oilers)                                                     | Muskegon Lumberjacks (USHL)                         |
| 77. | Calle Clang           | Schweden           | G        | Pittsburgh Penguins                                                                       | Rögle BK U20 (J20 SuperElit)                        |
| 78. | Samuel Kňažko         | Slowakei           | D        | Columbus Blue Jackets (von Canadiens de Montréal)                                         | TPS Turku (Nuorten SM-liiga)                        |
| 79. | Landon Slaggert       | Vereinigte Staaten | LW       | Chicago Blackhawks                                                                        | USA Hockey National Team Development Program (USHL) |
| 80. | Jake Boltmann         | Vereinigte Staaten | D        | Calgary Flames (von Arizona Coyotes via Colorado Avalanche und Washington Capitals)       | Edina High (US High School)                         |
| 81. | Wyatt Kaiser          | Vereinigte Staaten | D        | Chicago Blackhawks (von Calgary Flames)                                                   | Andover High (US High School)                       |
| 82. | Joni Jurmo            | Finnland           | D        | Vancouver Canucks                                                                         | Jokerit Helsinki (Nuorten SM-liiga)                 |
| 83. | Alex Laferriere       | Vereinigte Staaten | RW       | Los Angeles Kings (von Columbus Blue Jackets via Ottawa Senators und Toronto Maple Leafs) | Des Moines Buccaneers (USHL)                        |
| 84. | Nico Daws             | Kanada             | G        | New Jersey Devils (von Carolina Hurricanes)                                               | Guelph Storm (OHL)                                  |
| 85. | Maxim Groschew        | Russland           | RW       | Tampa Bay Lightning (von Philadelphia Flyers via San Jose Sharks)                         | Neftechimik Nischnekamsk (KHL)                      |
| 86. | Dylan Peterson        | Vereinigte Staaten | C        | St. Louis Blues (von Washington Capitals via Canadiens de Montréal)                       | USA Hockey National Team Development Program (USHL) |
| 87. | Justin Sourdif        | Kanada             | RW       | Florida Panthers (von Colorado Avalanche)                                                 | Vancouver Giants (WHL)                              |
| 88. | Leo Lööf              | Schweden           | D        | St. Louis Blues                                                                           | Färjestad BK (SHL)                                  |
| 89. | Trevor Kuntar         | Vereinigte Staaten | C        | Boston Bruins                                                                             | Youngstown Phantoms (USHL)                          |
| 90. | Alexander Ljungkrantz | Schweden           | LW       | New York Islanders                                                                        | Brynäs IF (SHL)                                     |
| 91. | Jackson Hallum        | Vereinigte Staaten | C        | Vegas Golden Knights                                                                      | St. Thomas Academy (US High School)                 |
| 92. | Oliver Tärnström      | Schweden           | C        | New York Rangers (von Dallas Stars)                                                       | AIK Solna (Allsvenskan)                             |
| 93. | Jack Thompson         | Kanada             | D        | Tampa Bay Lightning                                                                       | Sudbury Wolves (OHL)                                |

### Runde 4
| #    | Spieler     | Nationalität | Position | NHL-Team      | College-/Junioren-/Profi-Team     |
| ---- | ----------- | ------------ | -------- | ------------- | --------------------------------- |
| 104. | Thimo Nickl | Osterreich   | D        | Anaheim Ducks | Voltigeurs de Drummondville (OHL) |

### Runde 5
| #    | Spieler                  | Nationalität | Position | NHL-Team              | College-/Junioren-/Profi-Team |
| ---- | ------------------------ | ------------ | -------- | --------------------- | ----------------------------- |
| 128. | Martin Chromiak          | Slowakei     | F        | Los Angeles Kings     | Kingston Frontenacs (OHL)     |
| 145. | Ole Julian Bjørgvik Holm | Norwegen     | D        | Columbus Blue Jackets | Mississauga Steelheads (OHL)  |

### Runde 7
| #    | Spieler        | Nationalität | Position | NHL-Team       | College-/Junioren-/Profi-Team |
| ---- | -------------- | ------------ | -------- | -------------- | ----------------------------- |
| 205. | Illja Salaujou | Belarus      | D        | Calgary Flames | Saginaw Spirit (OHL)          |